# Stefan Lier
Stefan Lier (* 1. September 1981 in Duisburg) ist ein ehemaliger deutscher Rudersportler, der als Steuermann bei Weltmeisterschaften eine Silber- und eine Bronzemedaille gewann. Er wurde später Hochschullehrer.

## Sportliche Karriere
Lier gehörte dem Crefelder Ruder-Club 1883 an. 2003 und 2004 wurde Lier Deutscher Meister im Vierer mit Steuermann.
Bei den Junioren-Weltmeisterschaften 1997 gewann Lier den Titel im Zweier mit Steuermann. 1998 und 1999 steuerte er den Achter zur Silbermedaille. Danach trat Lier bei den Vorläuferwettbewerben der U23-Weltmeisterschaften an. 2000 wurde er beim Nations Cup Vierter mit dem Vierer und 2002 bei der U23-Weltregatta Dritter mit dem Achter.
2002 trat Lier auch bei den Weltmeisterschaften in Sevilla in der Erwachsenenklasse an. Der deutsche Vierer mit Arne Landgraf, Martin Zobelt, Jan Martin Bröer, Klaus Rogge und Stefan Lier erruderte die Silbermedaille hinter den Briten. Im Jahr darauf bei den Weltmeisterschaften in Mailand belegten Landgraf, Matthias Flach, Bröer, Rogge und Lier den dritten Platz hinter den Booten aus den Vereinigten Staaten und aus dem Vereinigten Königreich. Bei den Weltmeisterschaften 2004 siegten Landgraf, Flach, Johannes Doberschütz, Rogge und Lier im B-Finale und wurden dadurch Siebte in der Gesamtwertung.

## Akademische Karriere
Stefan Lier studierte Wirtschaftsingenieurwesen an der Technischen Universität Dortmund und am Georgia Institute of Technology. Danach promovierte und habilitierte er an der Ruhr-Universität Bochum. Er ist Professor für Logistik und Supply Chain Management an der Fachhochschule Südwestfalen in Meschede.